# Necromantis
Necromantis (Jepsen, 1966) è un genere estinto di pipistrelli della famiglia dei Megadermatidi vissuto in Francia.

## Descrizione
Il cranio era lungo, largo ed appiattito e presentava una cresta sagittale poco elevata, i processi post-orbitali molto robusti ed uno scudo frontale di forma pentagonale. I canini superiori erano massicci, erano presenti tre premolari su ogni semi-arcata, sebbene il terzo fosse notevolmente ridotto. Gli incisivi erano probabilmente mancanti.

## Periodo storico e distribuzione
Il genere è stato descritto in base a materiale frammentario rinvenuto in depositi di fosforite della Francia sud-occidentale risalente all'alto Eocene tra 48,6 e 33,9 milioni di anni fa.

## Biologia

### Alimentazione
Considerato il cranio e la dentatura robusti si trattava di un pipistrello carnivoro.

## Tassonomia
Il genere comprendeva 3 specie.
- N.adichaster † (Weithofer, 1887);
- N.marandati † (Maitre, 2008);
- N.gezei † (Maitre, 2008).